# ابن کلاب

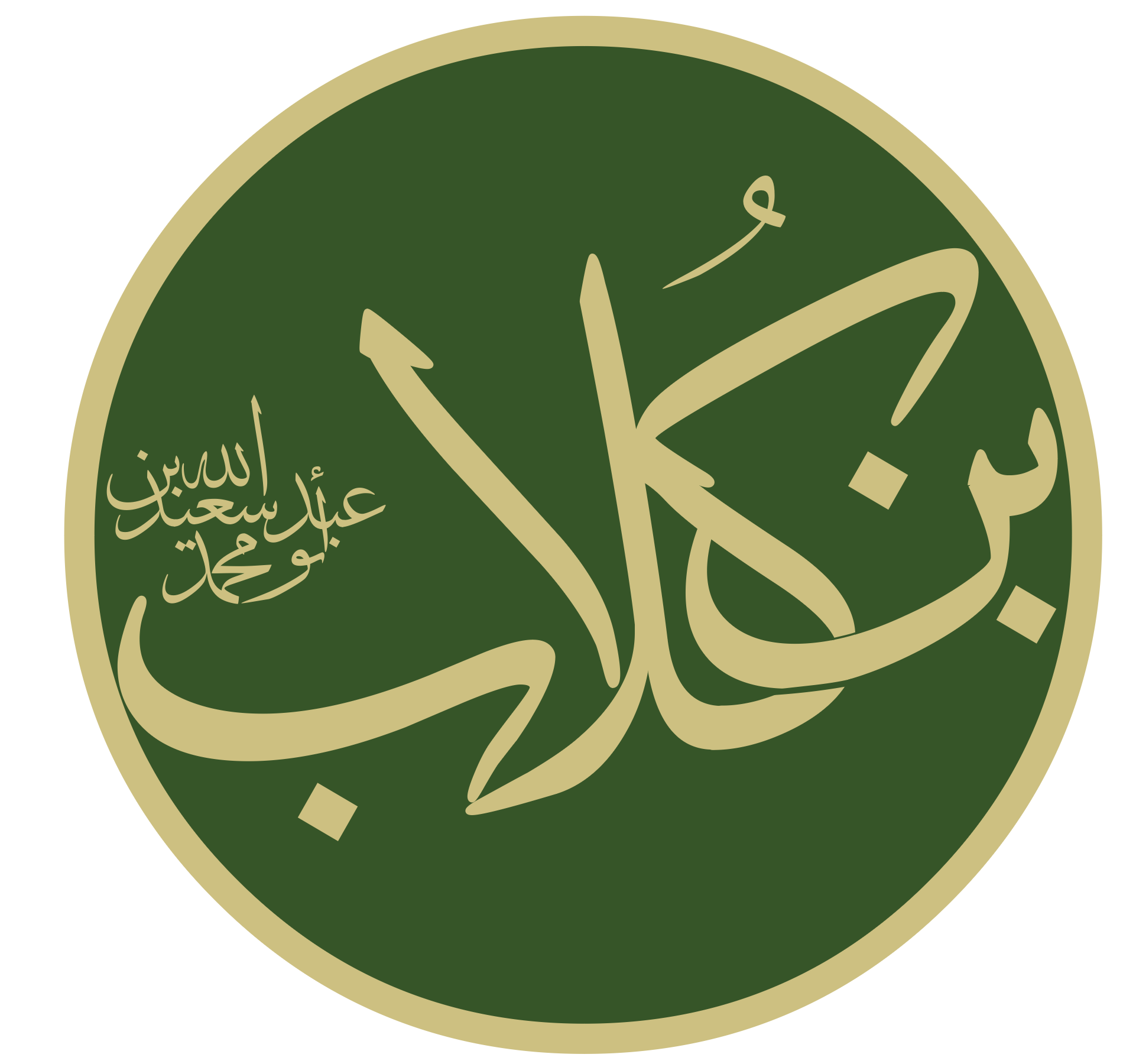
کتاب بن کلاب

ابومحمد بن عبدالله بن سعید بن کلاب القطان بصری مشهور به ابن کلاب؛ یکی از متکلمان مشهور اهل سنت در سده سوم ه.ق است که تدوین عقائد کلامی سلفی، ریشه در انتشار افکار کلامی او دارد. پس از او بود که عده‌ای چون ابوالحسن اشعری، شیوه کلامی وی را پیش گرفته و کلام اشعری را بنا نهادند. وی را یکی از مخالفان سر سخت کلام معتزله می دانند.